# Chinmayananda
Swami Chinmayananda Sarasvati (IAST: Svāmī Cinmayānanda Sarasvatī ; né Balakrishna Menon, 8 mai 1916-3 août 1993) est un maître indien réputé, enseignant de l'Advaïta Vedānta, la pensée non-dualiste fondée sur les Upaniṣad, textes majeurs de l'hindouisme. Il est connu comme un grand commentateur des Ecritures de l'Inde : il a commenté en particulier la Bhagavad Gîtâ, les Upanishads et les œuvres de Adi Shankara. Ses commentaires se situent dans la tradition de Adi Shankara.

## Biographie
Balakrishna Menon naquit dans une famille très pieuse et traditionnelle d'Ernakulam au Kerala. Il était le fils aîné d'un juge et le neveu du Maharadjah de Cochin. Le jeune homme étudia le droit et la littérature anglaise à Lucknow, et après ses études, se détournant d'une carrière juridique, il embrassa le journalisme. Il rejoignit bientôt le mouvement de lutte pour l'indépendance de l'Inde, s'engageant dans les manifestations de soutien à Gandhi et Nehru en 1942. À cause de ses activités politiques, il fut emprisonné, tomba malade et fut transféré dans un hôpital où il eut l'occasion de lire des articles de Swami Shivananda, une figure spirituelle de l'Inde contemporaine. Cette lecture éveilla son intérêt et aussi son scepticisme, et il prit la route de l'Himalaya.
Il s'installa à l'ashram de Swami Shivananda en 1948 et finalement devint moine : le 25 février 1949, il reçut le sannyâsa de Swami Shivananda. II devint Swami Chinmayananda, nom qui signifie « la béatitude de la Connaissance pure ». Après l'avoir initié au sannyâsa (vœu de renoncement), Swami Shivananda l'envoya vers le grand maître védantin, Swami Tapovan Maharaj, ascète d'Uttarkashi. Il resta auprès de ce maître pendant trois ans, menant une vie d'ascèse consacrée à l'étude des textes sacrés et à la contemplation.
En mai 1951, il quitta l'Himalaya pour voyager à travers l'Inde, puis ressentit le désir de partager le message des Écritures. Avec la bénédiction de son maître, en décembre 1951,  il commença son enseignement à Puna (Maharastra) puis dans d'autres régions de l'Inde, attirant de plus en plus d'auditeurs.
À la suite de ces conférences, en 1953, quelques fidèles enthousiastes fondèrent la Chinmaya Mission, afin de faciliter la délivrance de l'enseignement dans le cadre d'une organisation spirituelle. En particulier, de nombreux ouvrages écrits par Swami Chinmayananda furent publiés au fil des années, dont des commentaires de textes : Bhagavad Gîtâ, Upanishad, œuvres de Shankara…
Pendant plus de quatre décennies, en Inde et à travers le monde, Swami Chinmayananda transmit l'enseignement védantique à de nombreux chercheurs spirituels, en Inde et à travers le monde.
Outre la transmission de l’enseignement, Swami Chinmayananda entreprit une action sociale à travers la Chinmaya Mission : programmes de développement rural, écoles, temples, hôpitaux, dispensaires, orphelinats, actions pour les enfants défavorisés (des bidonvilles ou en zones rurales), formations d'infirmières, maisons pour les personnes âgées, actions de secours en cas de catastrophes, plantations d'arbres. Cette action sociale a pris aujourd'hui une dimension nationale.
Alors qu'il était sur le point de participer au Parlement des Religions en tant que représentant de l'hindouisme, victime d'une grave crise cardiaque, il est mort le 3 août 1993 en Californie. Depuis, son œuvre continue sous l'impulsion d'un disciple proche, Swami Tejomayananda.

## Sources
- The ageless guru, Radhika Krishnakumar, Éditions CCMT, 1999,  (ISBN 978-8-175-97064-9). Cet ouvrage a été traduit en français : "Swami Chinmayananda, l'éternelle présence", et est paru aux Editions Terre du Ciel en 2014.